# Martin Schreiner (Religionspädagoge)

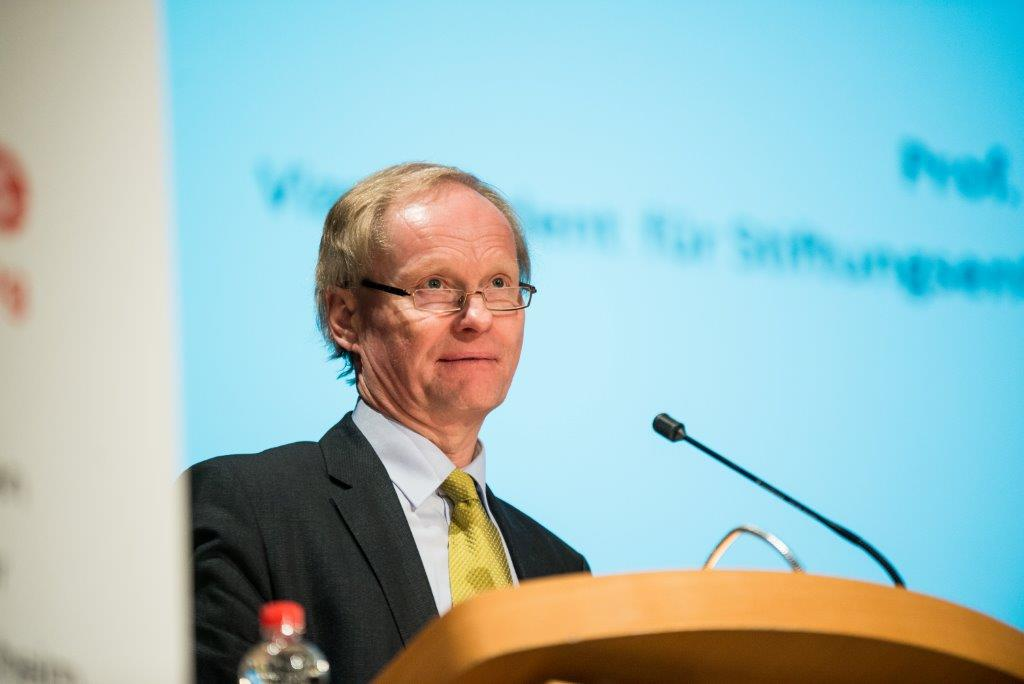
Rede des Vize-Präsidenten der Stiftung Universität Hildesheim, Prof. Dr. Martin Schreiner, im Rahmen der Jubiläumsveranstaltung „60 Jahre PH Alfeld“ im Januar 2016

Martin Schreiner (* 1958 in München) ist ein deutscher evangelischer Theologe, Religionspädagoge und Hochschullehrer. Seit Mai 2013 ist er nebenberuflicher Vizepräsident für Stiftungsentwicklung an der Stiftung Universität Hildesheim, seit 2019 nebenberuflicher Vizepräsident der Stiftungsentwicklung, Transfer und Kooperationen und seit 2023 Bevollmächtigter für Stiftungsangelegenheiten.

## Leben

### Akademische Laufbahn
Nach Ableistung seines Grundwehrdienstes studierte er an der Ludwig-Maximilians-Universität München (LMU) ab 1978 Lehramt an Gymnasien mit den Fächern Evangelische Religionslehre und Deutsch. Das Erste Staatsexamen legte er 1984 ab, das Zweite Staatsexamen nach Referendartätigkeiten an verschiedenen Münchener Gymnasien dann im Juni 1986. Ab 1987 war er als wissenschaftliche Hilfskraft am Lehrstuhl für Evangelische Religionspädagogik und Didaktik des Religionsunterrichtes der LMU bei Hans-Jürgen Fraas tätig. Nach seiner Promotion zum Dr. theol. am 23. Februar 1991 war er an der LMU ab Mai 1991 wissenschaftlicher Assistent und nach seiner Habilitation am 11. Juli 1995 dann seit August 1995 Oberassistent. In dieser Zeit hatte er unter anderem auch Lehraufträge an der Fachhochschule für Religionspädagogik und kirchliche Bildungsarbeit in München-Pasing und an der Universität Bayreuth.
Am 26. Juni 1996 wurde er zum Privatdozenten ernannt und übernahm die Vertretung am Lehrstuhl für Praktische Theologie II der Johannes Gutenberg-Universität Mainz. Seit April 1997 ist er Professor für Evangelische Religionspädagogik am Institut für Evangelische Theologie der Stiftung Universität Hildesheim. Einen Ruf an die Evangelisch-Theologische Fakultät der Martin-Luther-Universität Halle-Wittenberg hatte er 2005 abgelehnt. Darüber hinaus lehrte Martin Schreiner von 1998 bis 2015  im Rahmen von zusätzlichen Lehraufträgen an der Technischen Universität Braunschweig, an der Evangelisch-Theologischen Fakultät der Universität Wien sowie an der Leibniz Universität Hannover. Von 2005 bis 2011 war er Dekan des Fachbereichs 1 (Erziehungs- und Sozialwissenschaften) an der Stiftung Universität Hildesheim.
Martin Schreiner ist seit 25. Oktober 2017 Vorstandsvorsitzender der Barbara-Schadeberg-Stiftung und war von 2020 bis 2023 Vorsitzender des Verwaltungsrates des Studierendenwerks OstNiedersachsen. Er ist zudem Mitglied des Kuratoriums von Diakoneo und der B. Lambrecht Förderstiftung, in der Gesellschaft für wissenschaftliche Religionspädagogik (GwR), der Gesellschaft für Evangelische Theologie, der Wissenschaftlichen Gesellschaft für Theologie (WGTh), der beiden internationalen Netzwerke Kinder- und Jugendtheologie sowie Wissenschaftlicher Beirat des CJD, Sprecher der Theologisch-Pädagogischen Studienkommission Niedersachsen und Mitglied der geisteswissenschaftlichen Klasse der Sudetendeutschen Akademie der Wissenschaften und Künste.

### Forschung
Forschungsschwerpunkte von Martin Schreiner sind das Theologisieren mit Kindern und Jugendlichen, Theorie und Praxis der evangelischen Schulen, religiöse Lehr- und Lern-Prozesse sowie Bildung in Zeiten religiöser Indifferenz und heutige Gottesbilder von Kindern und Jugendlichen.

### Privates
Martin Schreiner wurde als Sohn des Mediziners Lorenz Schreiner und dessen Frau Ursula (geb. Schmalz) geboren. Er ist verheiratet mit der Kunst- und Deutschlehrerin Dr. Sabine Schreiner (geb. Schnitker), die dem Kuratorium der Paul Schnitker Stiftung angehört, und hat drei erwachsene Kinder.

## Schriften in Auswahl
- Gemütsbildung und Religiosität (1992), 2. Auflage, Göttingen 1994.
- Im Spielraum der Freiheit. Evangelische Schulen als Lernorte christlicher Weltverantwortung, Göttingen 1996.
- Handbuch Evangelische Schulen, hrsg. mit Chr. Th. Scheilke, Gütersloh 1999.
- Forum Theologie und Pädagogik (Publikationsreihe, 23 Bände) im LIT Verlag Münster (seit 2001 Mitherausgeber).
- Jahrbuch für Kindertheologie (JaBuKi) im Calwer Verlag Stuttgart (seit 2002 Mitherausgeber).
- Jahrbuch für Jugendtheologie (JaBuJu) im Calwer Verlag Stuttgart (seit 2013 Mitherausgeber).
- Jahrbuch für Kinder- und Jugendtheologie (JaBuki) im Calwer Verlag Stuttgart (seit 2018 Mitherausgeber)
- theo-web.de, online-Zeitschrift für Religionspädagogik (seit 2004 Mitherausgeber).
- Mitten ins Leben. Religion 1 und 2, hrsg. mit U. Gräbig, Berlin 2007 und 2009.
- Religious literacy und evangelische Schulen. Die Berliner Barbara-Schadeberg-Vorlesungen, hrsg. von Martin Schreiner, Münster 2008.
- Aufwachsen in Würde. Die Hildesheimer Barbara-Schadeberg-Vorlesungen, hrsg. von Martin Schreiner, Münster 2012.
- The Relationship between Religious Education and other Subjects, in: Basics of Religious Education, eds. M. Rothgangel, Th. Schlag, F. Schweitzer, Göttingen 2014, S. 179–193.
- Handbuch Theologisieren mit Kindern. Einführung – Schlüsselthemen – Methoden, (HaBuKi), hrsg. von Martin Schreiner u. a., Stuttgart / München 2014.
- Evangelische Schulen und religiöse Bildung – in der Weltgesellschaft. Die Bamberger Barbara-Schadeberg-Vorlesungen, hrsg. von Martin Schreiner u. a., Münster 2018
- Pluralitätsfähigkeit evangelischer Schulen. Die Münsteraner Barbara-Schadeberg-Vorlesungen, hrsg. von Martin Schreiner, Münster 2020
- Eigentlich sind wir alle Geschenke, Religiöse Bildung im Elementarbereich, hrsg. mit Christina Kalloch, Stuttgart 2020
- Evangelische Bildungsverantwortung im Spielraum der Freiheit, in: Lebensweg, religiöse Erziehung und Bildung. Religionspädagogik als Autobiographie. Bd. 7, hrsg. v. Horst F. Rupp und Susanne Schwarz, Würzburg 2020, 255–265.
- Religiöse Bildung und Digitalität. Die Rostocker Barbara-Schadeberg-Vorlesungen, hrsg. von Martin Schreiner, Münster 2023.